# Akademizam
Akademizam u likovnoj umjetnosti (slikarstvu, kiparstvu i arhitekturi) je naziv za korištenje ustaljenih školskih, tradicionalnih postupaka; tehničkih vještina bez istinskog nadahnuća. 
Pojam je nastao još u vrijeme kada se cijenila akademska vještina umjetnika koji su stvarali na tradicionalan način, školovani na brojnim svjetskim, umjetničkim akademijama. Posebice, standardi francuske Académie des beaux-arts, koja je djelovala pod utjecajem Neoklasicizma i Romantizma, uvjetovali su miješanje oba ovih pravaca u pokušaju sinteze oba stila. To se najbolje vidi u djelima umjetnika kao što su: William-Adolphe Bouguereau, Suzor-Coté, Thomas Couture, i Hans Makart. U ovom kontekstu, ova umjetnost je nazivana i "akademizam", "akademska umjetnost", "L'art pompier(engleski)", i "eklekticizam", a ponekad je i usko vezana uz "historicizam" i "sinkretizam".
No, danas pojam "akademski" označava duh i način koji pripada ili se odnosi na neku akademiju (znanstveni formalizam), dok u pogrdnom značenju označava nešto što je beživotno, zastarjelo i knjiški.

## Najpoznatiji umjetnici
- Austria
- Hans Canon, slikar
- Hans Makart, slikar
- Viktor Tilgner, kipar

- Belgija
- Baron Hendrik Leys, slikar
- Alfred Stevens, slikar

- Češka
- Vaclav Brozik, slikar

- Francuska
- Alfred Agache, slikar
- Louis-Ernest Barrias, kipar
- Paul Baudry, slikar
- Albert-Ernest Carrier Belleuse, kipar
- William-Adolphe Bouguereau, slikar
- Charles Edward Boutibonne,
- Charles Joshua Chaplin, slikar
- Pierre Auguste Cot, slikar
- Thomas Couture, slika
- Alexandre Cabanel, slikar
- Alexandre-Gabriel Decamps, slikar
- Paul Delaroche, slikar
- Delphin Enjolras, slikar
- Alexandre Falguière, kipar
- Jean-Léon Gérôme, slikar i kipar
- Jean-Jacques Henner, slikar
- Paul Jamin, slikar
- Jean-Paul Laurens, slikar i kipar
- Marius Jean Antonin Mercie, kipar
- Emile Munier, slikar

- Italija
- Eugene de Blaas, slikar
- Francesco Hayez, slikar
- Domenico Morelli, slikar

- Indija
- Raja Ravi Varma, slikar

- Kanada
- Suzor-Coté, slikar

- Nizozemska
- Ary Scheffer, slikar

- Njemačka
- Franz von Lenbach, slikar

- Poljska
- Henryk Siemiradzki slikar

- Španjolska
- Mariano Fortuny y Marsal, slikar

- Švicarska
- Charles Gleyre, slikar

- Velika Britanija
- Sir Lawrence Alma-Tadema, slikar
- Sir Alfred Gilbert, kipar
- Frederic Leighton, 1st Baron Leighton, slikar/kipar
- Albert Moore, slikar
- Alfred Stevens, kipar
- George Frederic Watts, slikar

## Poveznice
- Rođenje Venere (Akademizam)

## Vanjske poveznice
- Arhivirana inačica izvorne stranice od 27. rujna 2007. (Wayback Machine) Akademija Suzor-Coté.
- Akademizam, Akademski umjetnički pokret.
- Art Renewal Center posvećen ponovnom vrednovanju akademske umjetnosti.
- Dahesh Museum, New York - najvažniji muzej akademizma.
- Bridgeview School of Fine Art, New York - pregled akademskog školovanja
- Nineteenth-Century Art Worldwide - magazin vizualne kulture 19. st.
- École des Beaux-Arts informacijska stranica John Singer Sargent galerije.